# Milichiella cingulata
Milichiella cingulata är en tvåvingeart som beskrevs av Becker 1907. Milichiella cingulata ingår i släktet Milichiella och familjen sprickflugor.
Artens utbredningsområde är Peru.